# Semnodactylus wealii
Semnodactylus wealii (tên tiếng Anh: Weale's Running Frog) là một loài ếch thuộc họ Hyperoliidae. Nó là đại diện duy nhất của chi Semnodactylus.
Loài này có ở Lesotho, Nam Phi, và Swaziland.
Môi trường sống tự nhiên của chúng là thảm cây bụi kiểu Địa Trung Hải, vùng đồng cỏ ôn đới, đầm nước, đầm nước ngọt, đầm nước ngọt có nước theo mùa, suối nước ngọt, vùng đồng cỏ, khu vực trữ nước, và ao.